# راي براون (لاعب كريكت)
راي براون (بالإنجليزية: Ray Brown)‏ (3 نوفمبر 1950 في أستراليا - ) هو لاعب كريكت أسترالي. لعب مع فريق تسمانيا للكريكت.

## وصلات خارجية
- راي براون (لاعب كريكت) على موقع إي آس بي آن كريك إنفو (الإنجليزية)